# وانیک سانطریان
وانیک آلکسانی سانطریان (ارمنی: Վանիկ Ալեքսանի Սանթրյան؛  زادهٔ ۱۶ ژانویهٔ ۱۹۳۵ - درگذشته ۱۸ مارس ۲۰۱۷) نویسنده، روزنامه‌نگار و نقاش اهل ارمنستان بود. وی بین سال‌های - تا - میلادی فعالیت می‌کرد.

## زندگی‌نامه
وی در ۱۶ ژانویهٔ ۱۹۳۵ در تاغاوارد به دنیا آمد و از دانشگاه دولتی ایروان فارغ‌التحصیل گشت. وی عضو اتحادیه نویسندگان ارمنستان (۱۹۸۸)، اتحادیه روزنامه‌نگاران ارمنستان و اتحادیه نقاشان ارمنستان می‌باشد.  وی همچنین برندهٔ جوایزی همچون مدال طلای برای شایستگی ادبی (۲۰۱۰)، جایزه اتحادیه روزنامه‌نگاران ارمنستان، گواهی افتخار شورای عالی ارمنستان شوروی، مدال طلای وزارت فرهنگ جمهوری ارمنستان (۲۰۱۰) و روزنامه‌نگار شایسته جمهوری ارمنستان (۲۰۱۰) شده است. وی در ۱۸ مارس ۲۰۱۷ در سن ۸۲ سالگی درگذشت.

## یادداشت
1. ↑  Հայաստանի Հանրապետության վաստակավոր լրագրող
2. ↑  ՀԳՄ «Գրական վաստակի համար» մեդալ
3. ↑  Հայաստանի Ժուռնալիստների միության մրցանակ
4. ↑  ՀԽՍՀ Գերագույն խորհրդի պատվոգիր